# Alexandre Martínez
Alexandre „Àlex“ Martínez Palau (* 10. Oktober 1998 in Andorra La Vella) ist ein andorranischer Fußballnationalspieler, der als Rechtsaußen in seiner Heimat bei UE Santa Coloma unter Vertrag steht.

## Karriere

### Verein
Martínez begann seine Karriere in seinem Heimatland bei UE Santa Coloma. Dort kam er vor allem für die B-Mannschaft zum Einsatz, sammelte aber auch schon erste Erfahrungen in der ersten Mannschaft, die in der Primera Divisió spielt. 2015 wechselte er dann zum erfolgreichsten andorranischen Klub, zum FC Andorra, bei dem er fünf Jahre lang blieb und im spanischen Ligasystem mitspielte, lange Zeit in der fünften Liga. 2020 stieg der Verein aufgrund finanzieller Probleme des CF Reus Deportiu direkt in die drittklassige Segunda División B auf, Martínez jedoch entschied sich für einen Wechsel zurück in die heimische Liga zum andorranischen Rekordmeister FC Santa Coloma, zunächst im Januar per Leihe und im Sommer anschließend fest.
2021 wiederum wechselte er ligaintern zum Atlètic Club d’Escaldes, bevor es zwei Jahre später, im Sommer 2023, zurück in die spanische Liga, zum Fünftligisten CF La Solana ging. 2024 wechselte er erneut zurück zu seinem Jugendverein UE Santa Coloma.

### Nationalmannschaft
Neben einigen Einsätzen für Jugendnationalmannschaften bestritt Martínez seit 2016 Spiele für die A-Nationalmannschaft Andorras. Sein erstes Tor gelang ihm am 10. Oktober 2016, an seinem Geburtstag, im WM-Qualifikationsspiel gegen die Schweiz, mit einem Weitschuss aus 20 Metern.